# Italiaans voetbalkampioenschap 1905
Het Italiaans voetbalkampioenschap 1905 was het achtste kampioenschap (Scudetto) van Italië. Juventus doorbrak de hegemonie van Genoa en na twee vice-titels mocht de oude dame voor het eerst de titel binnen halen. In de kwalificatie plaatste Juventus zich nadat FC Torinese forfait gaf. Voor het eerst werd de titel in competitie vorm beslecht en niet in één finalewedstrijd.

## Kwalificatie

### Piëmont
| Team #1  | Tot.  | Team #2     | 1ste wed | 2de wed |
| -------- | ----- | ----------- | -------- | ------- |
| Juventus | 6 - 0 | FC Torinese | 3 - 0    | 3 - 0   |

### Lombardije
| Team #1                       | Tot.   | Team #2     | 1ste wed | 2de wed |
| ----------------------------- | ------ | ----------- | -------- | ------- |
| Milan Cricket & Football Club | 9 - 10 | US Milanese | 3 - 1    | 6 - 7   |

### Ligurië
| Team #1      | Tot.  | Team #2   | 1ste wed | 2de wed |
| ------------ | ----- | --------- | -------- | ------- |
| Andrea Doria | 0 - 1 | Genoa CFC | 0 - 0    | 0 - 1   |

## Finaleronde
| Team #1     | Res.  | Team #2     |
| ----------- | ----- | ----------- |
| Juventus    | 3 - 0 | US Milanese |
| Genoa CFC   | 1 - 1 | Juventus    |
| US Milanese | 2 - 3 | Genoa CFC   |
| US Milanese | 1 - 4 | Juventus    |
| Juventus    | 1 - 1 | Genoa CFC   |
| Genoa CFC   | 2 - 2 | US Milanese |

|    | Team        | Ptn | Wed | W | G | V | DV | DT | +/− | Opmerking |
| -- | ----------- | --- | --- | - | - | - | -- | -- | --- | --------- |
| 1. | Juventus    | 6   | 4   | 2 | 2 | 0 | 9  | 3  | +6  | Kampioen  |
| 2. | Genoa       | 5   | 4   | 1 | 3 | 0 | 7  | 6  | +1  |           |
| 3. | US Milanese | 1   | 4   | 0 | 1 | 3 | 5  | 12 | −7  |           |

## Winnend team
- Durante
- Armano I
- Mazzia
- Walty
- Goccione
- Diment
- A.Barberis
- Varetti
- Forlano
- Squair
- Donna
- Merio & Ferraris I vielen in.

Scudetto:
1898 ·
1899 ·
1900 ·
1901 ·
1902 ·
1903 ·
1904 ·
1905 ·
1906 ·
1907 ·
1908 ·
1909 ·
1909/10 ·
1910/11 ·
1911/12 ·
1912/13 ·
1913/14 ·
1914/15 ·
1915/16 · 1916/17 · 1917/18 · 1918/19 · 
1919/20 ·
1920/21 ·
1921/22 ·
1922/23 ·
1923/24 ·
1924/25 ·
1925/26 ·
1926/27 ·
1927/28 ·
1928/29

Serie A:
1929/30 ·
1930/31 ·
1931/32 ·
1932/33 ·
1933/34 ·
1934/35 ·
1935/36 ·
1936/37 ·
1937/38 ·
1938/39 ·
1939/40 ·
1940/41 ·
1941/42 ·
1942/43 ·
1944/45 ·
1945/46 ·
1946/47 ·
1947/48 ·
1948/49 ·
1949/50 ·
1950/51 ·
1951/52 ·
1952/53 ·
1953/54 ·
1954/55 ·
1955/56 ·
1956/57 ·
1957/58 ·
1958/59 ·
1959/60 ·
1960/61 ·
1961/62 ·
1962/63 ·
1963/64 ·
1964/65 ·
1965/66 ·
1966/67 ·
1967/68 ·
1968/69 ·
1969/70 ·
1970/71 ·
1971/72 ·
1972/73 ·
1973/74 ·
1974/75 ·
1975/76 ·
1976/77 ·
1977/78 ·
1978/79 ·
1979/80 ·
1980/81 ·
1981/82 ·
1982/83 ·
1983/84 ·
1984/85 ·
1985/86 ·
1986/87 ·
1987/88 ·
1988/89 ·
1989/90 ·
1990/91 ·
1991/92 ·
1992/93 ·
1993/94 ·
1994/95 ·
1995/96 ·
1996/97 ·
1997/98 ·
1998/99 ·
1999/00 ·
2000/01 ·
2001/02 ·
2002/03 ·
2003/04 ·
2004/05 ·
2005/06 ·
2006/07 ·
2007/08 ·
2008/09 ·
2009/10 ·
2010/11 ·
2011/12 ·
2012/13 ·
2013/14 ·
2014/15 ·
2015/16 ·
2016/17 .
2017/18 ·
2018/19 ·
2019/20 ·
2020/21 ·
2021/22 ·
2022/23 ·
2023/24 .
2024/25